# مقاطعة آشلاند (أوهايو)
مقاطعة آشلاند (بالإنجليزية: Ashland County)‏ هي إحدى مقاطعات ولاية أوهايو في الولايات المتحدة الأمريكية.

## أعلام
- جوزيف ريا ريد
- ويليام جاي موراي
- والتر ميلر